# Droga wojewódzka nr 162
Droga wojewódzka nr 162 (DW162) – droga wojewódzka o długości 69,318 km łącząca Kołobrzeg poprzez drogę nr 102 z drogą nr 173 w Zarańsku, która dalej wiedzie do Drawska Pomorskiego. Trasa łączy także Kołobrzeg i Drawsko Pomorskie z drogą krajową nr 6. Trasa podlega Rejonowi Dróg Wojewódzkich Białogard i RDW Drawsko Pomorskie.
Zachodniopomorski Zarząd Dróg Wojewódzkich w Koszalinie określił ją jako drogę klasy G.
13 października 2014 r. oddano do użytku obwodnicę Gościna leżącą w ciągu drogi 162; została ona poprowadzona po zachodniej stronie miasta, śladem dawnego torowiska kolejki wąskotorowej.

## Miejscowości leżące przy drodze wojewódzkiej nr 162
- Rościęcino
- Gościno
- Sławoborze
- Świdwin
- Zarańsko